# Musée archéologique national de Urbisaglia
Pour les articles homonymes, voir Musée archéologique national.
Le Musée archéologique national de Urbisaglia a été inauguré en 1996 et il est situé dans un immeuble historique du XIXe siècle dans le centre de Urbisaglia (Province de Macerata, Italie centrale). Pensé comme structure expositive liée au développement de la ville romaine de Urbs Salvia, le musée garde des matériaux mis au jour pendant les campagnes de fouille du XVIIIe siècle, mais aussi après les recherches systématiques plus récentes. Les pièces sont disposées selon une suite organisée, ayant des précis buts didactiques, et qui permet de connaître aussi les aspects historique-sociaux et architectonique-topographiques qui concernent la colonie romaine ancienne.

## Parcours du musée
Le musée a été organisé sur deux niveaux.

### Rez-de-chaussée
Le rez-de-chaussée est consacré au territoire et aux aspects principaux de l'organisation urbaine de la ville: dans la première salle figurent des matériaux céramiques sortis de contextes funéraires et d'habitation. En continuant, une petite pièce garde deux chapiteaux corinthiens en calcaire, qui viennent de l'ensemble Temple-Cryptoportique de la Salus Augusta, le temple principal de la ville.

Les espaces suivants abritent des tuiles peintes, qui viennent de l'aqueduc romain (décorées avec des images de divinités ayant le but de le protéger), un petit autel votif à usage domestique et quelques exemplaires de antéfixes, décorées avec des masques des Gorgones, qui viennent de l'amphithéâtre. Ici on peut voir aussi une maquette de la ville romaine, où sont représentés les principaux monuments publics resté, complétée par une aquarelle qui reconstruit l'implantation urbaine.

### Premier étage

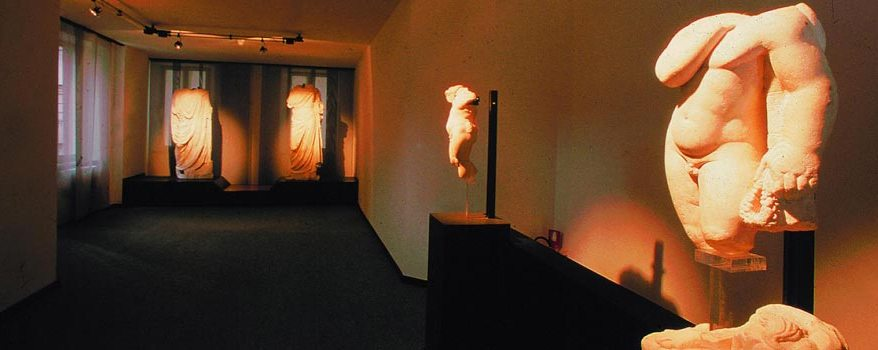
Musée archéologique national de Urbisaglia, un exemple des salles d'exposition

Le premier étage réunit dans la première salle des fragments des décorations architectoniques qui viennent des principaux édifices publics urbains, quelques marques sur briques de M. Attius Fabatus (qui indiquent une briqueterie appartenant au sanctuaire de la déesse Salus) et une reproduction photographique des fresques du Cryptoportique.
Il y a une salle numismatique, où figurent aussi des fragments de Fasti consulares et Fasti triumphales, ainsi qu'un singulier Omphalos, avec le moulage de celui qu'on a utilisé au Moyen Âge comme chapiteau dans la crypte de l'Abbaye de Santa Maria delle Macchie de San Ginesio.

Passé le couloir, consacré à l'instrumentum domesticum, on atteint la salle consacrée au théâtre, où on peut distinguer deux statues ailées acéphales de Éros et, surtout, deux statues acéphales, un homme à la toge et une figure féminine au vêtement drapé, en marbre de Paros.
Le dernier couloir garde les deux inscriptions monumentales mises au jour dans l'amphithéâtre, qui nous donnent de très intéressants renseignements à propos de son histoire, par exemple le nom de celui qui l'a fait bâtir, Lucius Flavius Silva Nonius Bassus, et le nombre de spectateurs qu'il pouvait contenir, 5150.